# Trypocopris
Trypocopris — рід жуків-гнойовиків родини Geotrupidae, поширених у Палеарктиці. Налічує 6-10 видів та їхні підвиди. Багато з видів мають широкий і розірваний ареал, через це окремі популяції різними дослідниками трактуються як окремі підвиди чи види.
Середнього розміру жуки, темні, блискучі. Якщо жука потривожити, наприклад, узявши в руки, він видає шиплячі звуки за допомогою стридуляційного апарату на кінці черевця.

## Види

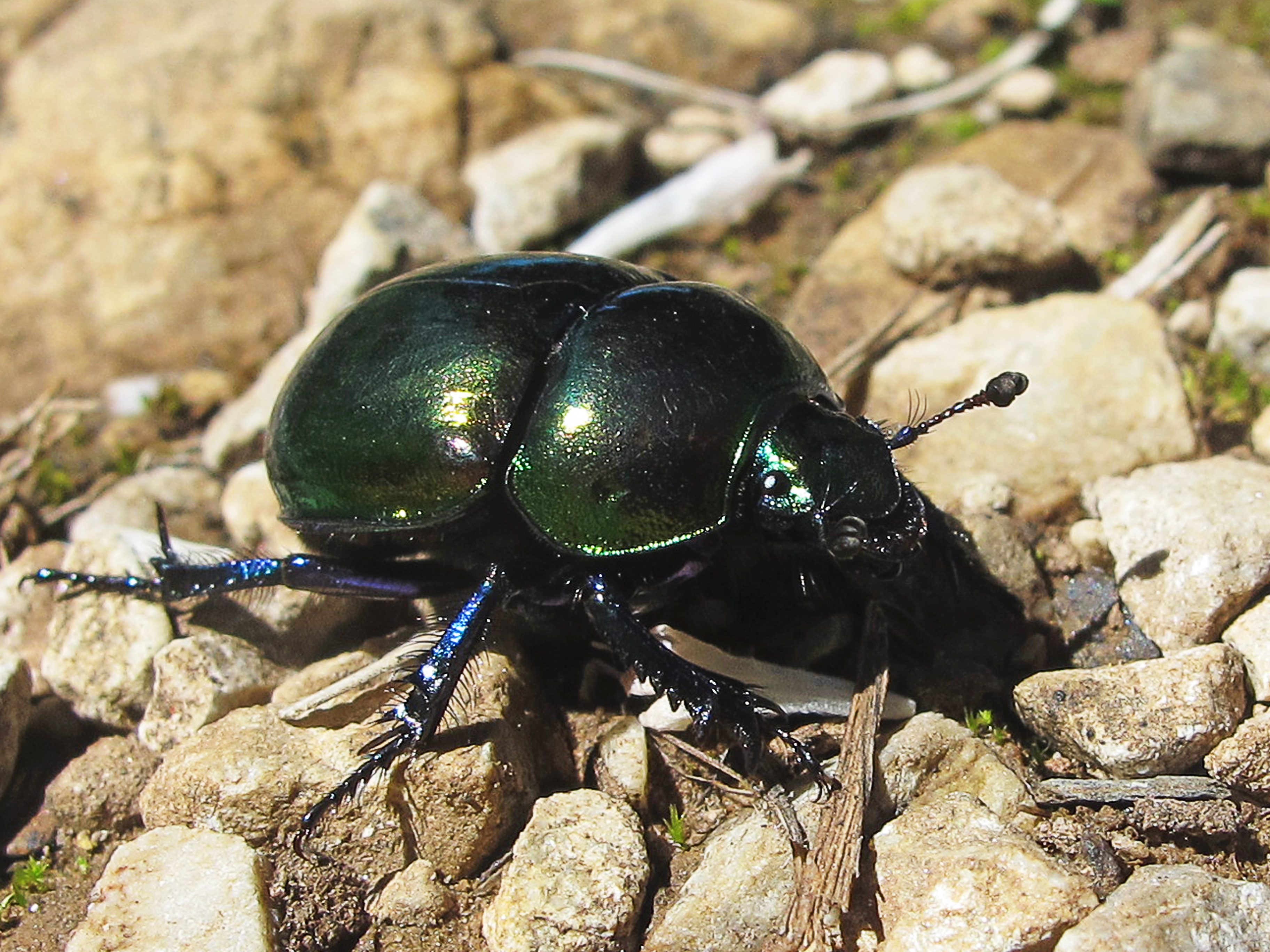
Trypocopris pyrenaeus на кам'янистому ґрунті в Іспанії

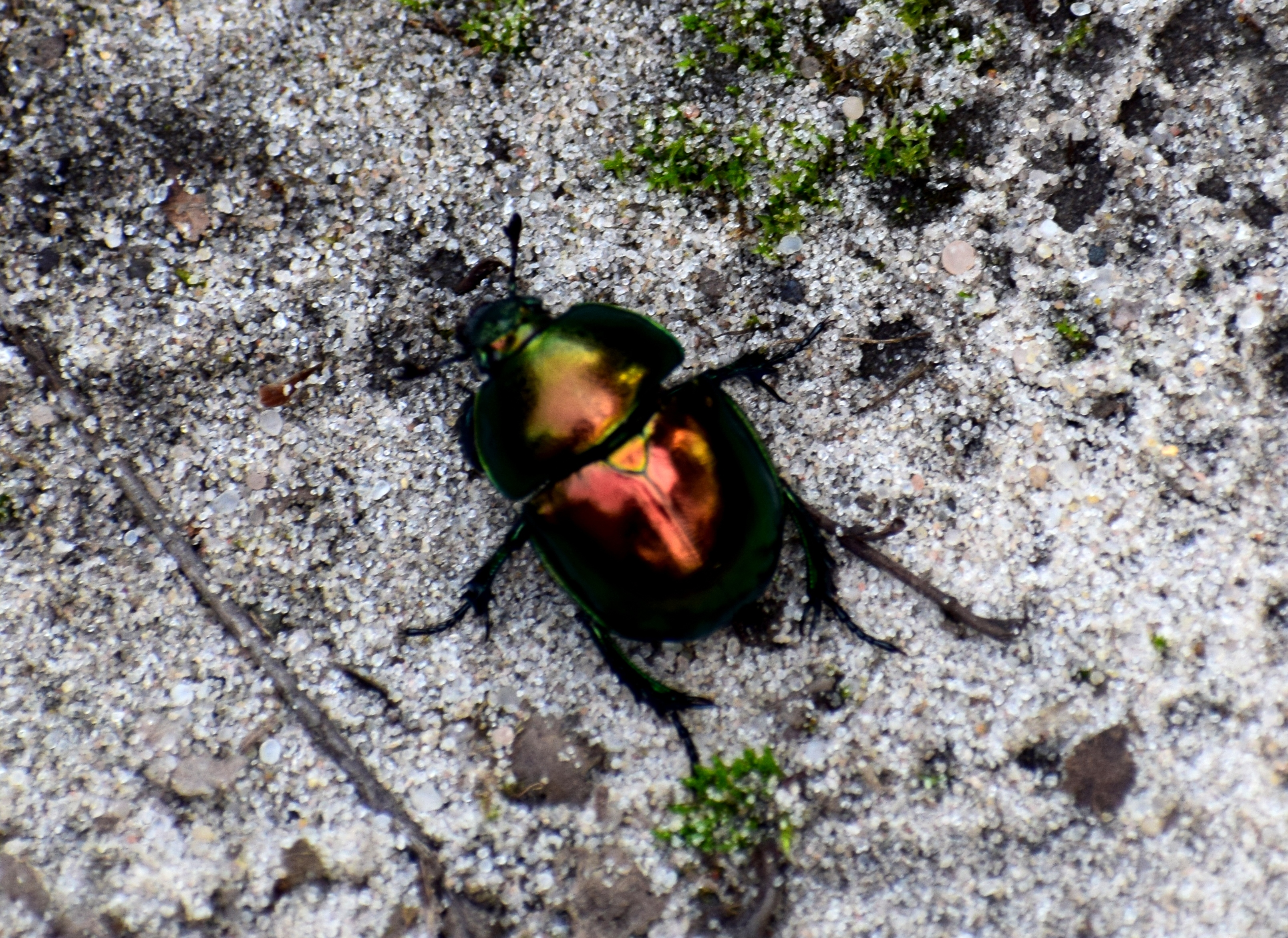
Trypocopris vernalis на піщаних ґрунтах (Катюжанський заказник, Україна)

- Trypocopris alpinus
- Trypocopris amedei
- Trypocopris caspius — іноді вказується як підвид Trypocopris vernalis caspius[1] чи навіть синонім Trypocopris vernalis
- Trypocopris fausti
- Trypocopris fulgidus
- Trypocopris inermis
- Trypocopris pyrenaeus
- Trypocopris vernalis
- Trypocopris zaitzevi

## Охорона
Вид Trypocopris amedei внесений до Міжнародного червоного списку як вид, про який недостатньо інформації. Вид Trypocopris vernalis внесений у регіональні Червоні книги Чувашії, Воронезької, Московської та Смоленської області Росії.